# Тіара Сайтаферна
Тіара Сайтаферна — золота тіара із зображенням сцени з давньогрецької міфології, яка виявилася підробкою. На тіарі давньогрецькою мовою виконано напис: «Царю великому і непереможному Сайтаферну. Рада і народ Ольвії». Виготовлена одеським ювеліром Ізраїлем Рухомовським 1895 року на замовлення торговців антикваріатом Гохманів, які видавали тіару за роботу майстрів причорноморського античного грецького міста Ольвії, подаровану скіфському царю Сайтаферну (мешкав у III ст. до н. е.).

## Історія

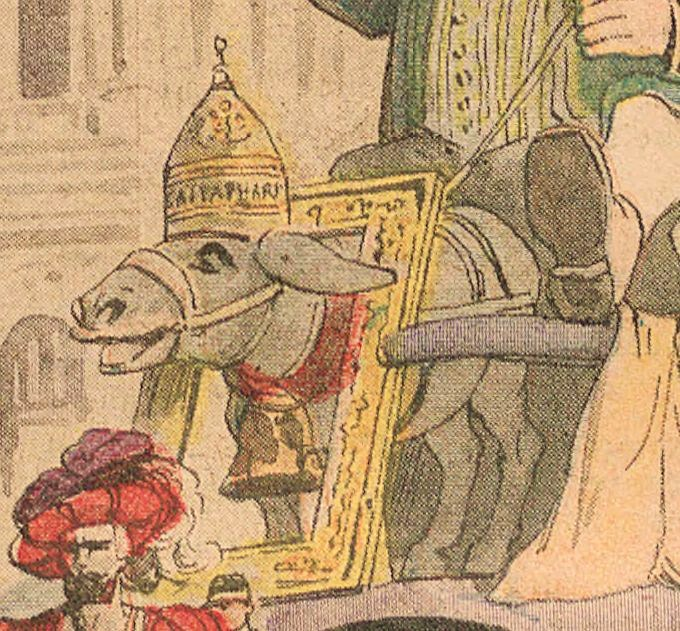
Віслюк з картонною тіарою на Карнавалі у Ніцці

За легендою, тіару Сайтаферна знайшли під час розкопок давньої Ольвії.
Її продали в Лувр 1 квітня 1896 року за величезну на той час суму в понад 200 тисяч франків (50 тисяч рублів) (за іншими джерелами — 400 тис. франків). Сам Рухомовський отримав лише 1 800 рублів. Якість роботи було настільки високою, що директор Лувру Кемпфен, керівник відділу античного мистецтва де Вільфос і низка найвидатніших учених Франції: Рейнак, Мішон, Бенуа, Моліна беззастережно визнали тіару справжньою. Тіару купили, на що знадобився спеціальний дозвіл парламенту Франції, і виставили в залі античного мистецтва.
Однак незабаром деякі експерти засумнівалися в достовірності тіари. Про можливість підробки заявили археологи Адольф Фуртвенґлер, О. М. Веселовський і фон Штерн. Лувр кілька років доводив автентичність тіари. 1903 року Елліна Майєнс, затриманий за підробку картин, заявив, що тіара є його роботою. Під час слідства, однак, з'ясувалося, що справжній автор роботи — Рухомовський. Він приїхав до Парижа і привіз малюнки і форми тіари, для доказу власної роботи. Крім того, він погоджувався в пам'яті повторити будь-який фрагмент тіари. До відповідальності він не був притягнутий, оскільки не продавав цю тіару в Лувр і, більше того, його нагородили золотою медаллю «Салону декоративних мистецтв».
У серпні 1911 з Лувру викрали Мону Лізу. 1912 року на Карнавалі у Ніцці один із візків під назвою «Символ хранителів Лувру» присвятили цій події. На ньому був зображений віслюк з картонною тіарою і порожньою рамою.
Тіара Сайтаферна увійшла в історію мистецтва як одна з найвідоміших підробок, і, з 1970-х років, сама стала об'єктом фальсифікацій.
Тіара, як і раніше, зберігається в Луврі у відділі декоративних мистецтв. 1997 року Музей Ізраїлю в Єрусалимі експонував тіару в рамках виставки, присвяченої Рухомовському. 1998 року тіара виставлялася також в Музеї мистецтв в Атланті.
22 квітня 2014 року в Одесі, на будинку, де Рухомовський створив тіару, (вул. Осипова, 6), встановили меморіальну дошку (ініціатор — краєзнавець А. Гун, скульптор — О. Князик).

## Опис
Тіара Сайтаферна виконана у формі куполоподібного парадного шолома, що складається з декількох орнаментальних і фігурних поясів із зображенням сюжету грецької легенди про місто Троя, описане в «Іліаді» Гомера.
Основу верхньої частини виробу становить грецький ажурний орнамент, вершину якого вінчає змія з піднятою головою, скручена в спіраль. Середній фриз тіари по колу прикрашений зображенням мурів з вісьмома вежами давньогрецького античного міста Ольвія.
Давньогрецький текст на площині стіни несе інформацію про те, кому і від кого подарована тіара. За легендою, вона була піднесена давніми греками міста Ольвія в III столітті до н. е. скіфському тирану Сайтаферну, який взяв місто у облогу і вимагав від жителів величезного викупу за обіцянку про ненапад. На нижньому орнаментальному поясі зображені сцени з повсякденного життя скіфів — кочівників і скотарів, що населяли північні райони Причорномор'я. Глядач знайомиться з принесенням у жертву коней, задушених мотузками навколо шиї, полюванням в лісі на різних тварин (левів, оленів, зайців і фантастичних грифонів), навчанням дітей стрільбі з лука, полюванням з собаками, веденням сільського господарства, а також різноманітністю флори і фауни тих місць. Зображення двадцяти семи фігур скіфів наочно дає відомості про історію одягу тих років.

## Цікаві факти
- Після викриття підробки Тіари Сайтаферна її автор Ізраїль Рухомовський став відомим і зробив кар'єру ювеліра у Парижі.[4]